# Középfölde formálása
A Középfölde formálása (The Shaping of Middle-Earth) J. R. R. Tolkien angol író és nyelvész könyve, melyet fia, Christopher R. Tolkien adott ki az író halála után, az Allen and Unwin kiadónál (mely apja több más munkáját is publikálta), először 1986-ban, a "Középfölde históriája" sorozat részeként. Magyarországon a sorozat negyedik köteteként jelent meg 2020-ban.

## Tartalom
Ez a kötet arról a munkáról szól, ahogy az "Elveszett mesék könyve" történetei szép lassan átalakultak azzá, amely "A szilmarilok" törzsét alkotják. A könyv tartalmazza a Szilmarilok első, kezdetleges változatát is.
Ezen kívül az Ambarkanta, azaz "a Világ Formálása" képezi a kötet részét, számos térképpel és diagrammal, valamint Valinor és Beleriand esztendőinek krónikáját is szerepelteti, mely egy egyszerű idővonalból alakult át egy történetté. A teljes tartalom az alábbi:
1. Az "Elveszett mesék könyve" utáni prózatöredékek
2. A legkorábbi "Szilmarilok" - A mitológia vázlata
3. A "Quenta": a vázlatos Szilmarilok továbbfejlesztett változata.
4. Beleriand első térképe
5. Ambarkanta: esszék, térképek, ábrák
6. Valinor és Beleriand legkorábbi krónikái

Ez utóbbi az 1930-as évek elején keletkezett, és keretbe foglalja az Első Kor eseményeit. A következő kötetben a 30-as évek végén felülvizsgált és továbbfejlesztett változat is helyet kapott.

## Magyarul
- Középfölde formálása. A Quenta, Ambarkanta és a Krónikák, valamint a legkorábbi Szilmarilok és az első térkép; Helikon, Bp., 2020 (Középfölde históriája)